# Andy Flower
Andrew Flower OBE (* 28. April 1968 in Kapstadt, Südafrika) ist ein ehemaliger simbabwischer Cricketspieler und Kapitän der simbabwischen Nationalmannschaft.

## Kindheit und Ausbildung
Seine Familie hat simbabwische Ursprünge, und nachdem er in Kapstadt geboren wurde, zog diese mit ihm im jungen Alter wieder zurück. Nachdem sein Vater einen Job in Johannesburg annahm, ging er für ein paar Jahre zur Boskop School und spielte dort für das Schulteam. Seitdem er zehn Jahre alt war, lebte er mit seiner Familie in Salisbury, dem heutigen Harare. Haupteinfluss beim Cricketspeieln war in seiner Jugend sein Vater. Er besuchte in Salisbury dann die North Park School und war dort überragender Batsman und Kapitän der Schulmannschaft. Auf Grund der Unabhängigkeit Simbabwes konnte er in dieser Zeit nicht wie zuvor an südafrikanischen Schulwettkämpfen teilnehmen. Mit 15 Jahren ging er zur Vainona High School und wurde Teil der Old Gregorians, für die er bald seine ersten Spiele in deren erster Mannschaft machte. Auch war er Teil des simbabwischen Schulteams und begann als Wicket-Keeper zu spielen. Mit 18 Jahren gab er sein First-Class-Debüt gegen eine B-Auswahl der West Indies. Nach der Schule arbeitete er als Bänker, bekam aber zeitnah einen Vertrag in England, um in der Birmingham League zu spielen.

## Zeit als Aktiver

### Aufstieg in die Nationalmannschaft
Flower absolvierte sein erstes First-Class-Spiel für die Nationalmannschaft in der Saison 1988/89, als  Lancashire eine Tour in Simbabwe absolvierte. Sein erstes One-Day International spielte er beim Cricket World Cup 1992 gegen Sri Lanka und konnte dort ein Century über 115* Runs aus 152 Bällen erzielen. Dafür wurde er trotz der Niederlage als Spieler des Spiels ausgezeichnet. In den weiteren Spielen konnte er zwar Runs erzielen, aber Simbabwe verlor alle bis auf ihr letztes Spiel gegen England, wo er nur eine schwache Leistung zeigte. Im Oktober 1992 kam Indien nach Simbabwe, um dort ein ODI und den ersten Test für Simbabwe überhaupt zu spielen. In beiden Spielen erzielte er ein Half-Century (59 Runs im Test und 62 Runs im ODI) Sein erstes Test-Century erzielte er in seinem vierten Test bei der Tour in Indien im Frühjahr 1993, als er 115 Runs aus 236 Bällen im ersten Innings erzielte und 62 Runs im zweiten. Dennoch konnte er damit die Innings-Niederlage nicht vermeiden. Mit mehreren Half-Century als neu ernannter Kapitän der Nationalmannschaft auf den Touren in Pakistan 1993/94 und gegen Sri Lanka zu Beginn der Saison 1994/95 konnte er sich fest etablieren, die Mannschaft blieb jedoch erfolglos. Im ersten Test der Tour gegen Pakistan 1994/95 konnte er mit 156 Runs aus 245 Bällen zusammen mit seinem Bruder Grant Flower, der 201* Runs erzielte, die Grundlagen für den ersten Test-Sieg Simbabwes legen. Dabei wurde er als Spieler des Spiels ausgezeichnet. Dennoch verloren sie die Serie 2–1.
Weitere Erfolge konnte er während seiner ersten Kapitänszeit nicht feiern. Beim Cricket World Cup 1996 konnte Simbabwe unter seiner Führung nur gegen Kenia gewinnen und schied in der Vorrunde aus. Seine eigenen Leistungen waren schwach, und so konnte er nur gegen Indien mit 28 Runs mehr als 10 Runs erzielen. Nach dem Turnier trat er als Kapitän zurück. Daraufhin besserten sich seine Leistungen wieder und bei der Tour gegen England in der Saison 1996/97 erzielte er mit 112 Runs aus 331 Bällen sein nächstes Test-Century. Im zweiten Test der Tour in Sri Lanka 1997/98 erzielte er mit 105* Runs aus 238 Bällen sein nächstes Test-Century. Dieses wurde zwei Monate später gefolgt von einem weiteren Century mit 100* Runs in 217 Bällen auf der Tour gegen Pakistan.

### Zweiter Einsatz als Kapitän
Beim Cricket World Cup 1999 konnte Flower gegen Indien mit 68* Runs ein Half-Century erzielen und hatte damit Anteil am überraschenden Sieg. Dieser und weitere Siege gegen Südafrika und Kenia ermöglichten das überstehen der Vorrunde, jedoch schied das Team in der folgenden Super-6-Runde aus. Ab der Saison 1999/2000 konnte er den Höhepunkt seiner Karriere erreichen. Zunächst erzielte er auf der Tour gegen Australien 99* Runs und verpasste somit knapp das ODI-Century, wurde aber bei der Niederlage dennoch zum Spieler des Spiels gewählt. Bei der Tour gegen Sri Lanka erzielte er neben zwei Half-Century auch ein Century über 129 Runs in 309 Bällen in der Test-Serie. Im Dezember 1999 wurde er das zweite Mal zum Kapitän ernannt. In dieser Position führte er das Team zunächst in einem Drei-Nationen-Turnier in Südafrika an, wobei man jeweils gegen den Gastgeber und England einmal gewinnen konnte. Auf der anschließenden Tour gegen England verlor man jedoch alle Spiele. Bei der Tour auf die West Indies erzielte er im ersten Test 113* Runs aus 290 Bällen. Dennoch verlor man beide Tests.
Im Sommer 2000 führte er das simbabwische Team erstmals auf eine Tour nach England. Während in der Heimat politische Unruhen stattfanden und es zwischen dem Team und dem simbabwischen Verband einen Streit um die Bezahlung gab, verlor das Team die Tests gegen England. Nach der Tour übernahm Heath Streak die Rolle des Kapitäns von Flower. Im Anschluss erlitt er eine Handverletzung und verpasste nach 224 ununterbrochenen internationalen Spielen für Simbabwe in der Zeit zwischen Juni und Juli 2000 erstmals Spiele der Nationalmannschaft.

### Karrierehöhepunkt und -ende

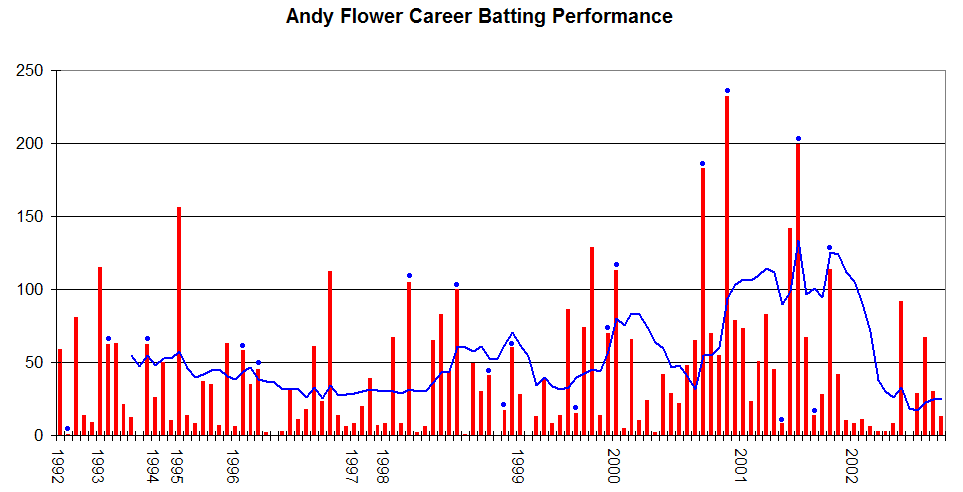
Flowers Batting-Statistiken

Nachdem er wieder spielen konnte, erzielte er bei einem Drei-Nationen-Turnier in den Vereinigten Arabischen Emiraten im Spiel gegen Sri Lanka ein ODI-Century über 120 Runs aus 141 Bällen. Er wurde als Spieler des Spiels ausgezeichnet, dennoch wurde dieses und alle andere Spiele des Turniers von Simbabwe verloren. Daran angeschlossen reiste das Team nach Indien, und Flower zeigte die besten Leistungen seiner Karriere. Im ersten Test erzielte er im ersten Innings ein Century über 183* Runs aus 351 Bällen, um im zweiten Innings ein Half-Century über 70 Runs hinzuzufügen. Dennoch verlor Simbabwe das Spiel. Im zweiten Test erreichte er 55 Runs im ersten Innings, konnte aber mit der besten Karriere-Leistung von 232* Runs aus 444 Bällen im zweiten Innings das Remis sichern. Dafür wurde er als Spieler des Spiels und der Serie ausgezeichnet. In der ODI-Serie fügte er noch zwei Fifties hinzu. In der Saison 2001/2002 begann mit einer Tour gegen Südafrika. Im ersten Innings, als sein Team klar im Rückstand war, erzielte er ein Century über 142 Runs aus 200 Bällen und war der letzte Batsman der sein Wicket verlor. Südafrika forderte das Follow-On ein und so dauerte es nicht lang bis Flower erneut am Schlag war. Nun erzielte er 199* Runs aus 470 Runs, sorgte dafür, dass Südafrika noch einmal als Schlagmannschaft herauskommen musste, konnte das Spiel jedoch nicht mehr für Simbabwe retten. Er wurde dafür als Spieler des Spiels ausgezeichnet. Im Anschluss an die Tour kam England für eine ODI-Serie nach Simbabwe. Im dritten Spiel konnte Flower 142 Runs aus 128 Bällen erzielen, wobei er zusammen mit Heath Streaks einen Weltrekord für das siebte Wicket in ODIs aufstellte. Damit konnten sie jedoch das Spiel für Simbabwe nicht retten, und sie unterlagen in allen ODIs der Serie.
Daraufhin reiste das Team nach Bangladesch, wo Flower im zweiten Test mit einem Century über 114* Runs aus 150 Bällen einen wichtigen Anteil am Gewinn des Spiels und damit der Serie hatte. Bei der ICC Champions Trophy 2002 konnte er gegen Indien 145 Runs aus 164 Bällen erzielen, was aber nichts daran änderte das Simbabwe das Spiel verlor und in der Vorrunde ausschied. Seinen letzten Test spielte er auf der Tour gegen Pakistan im November 2002, der jedoch für Flower enttäuschend verlief.
Beim Cricket World Cup 2003 sorgte Flower für aufsehen, als er, zusammen mit Henry Olonga beim ersten Spiel gegen Namibia in Harare ein schmales schwarzes Armband trug. In einer Pressemitteilung teilten sie mit, dass sie den Tod der Demokratie in Simbabwe unter Robert Mugabe betrauern würden. Sportlich konnte er bei dem Turnier gegen Australien, die Niederlande und Kenia jeweils ein Fifty erzielen, und Simbabwe erreichte die zweite Runde. Da nach dem Protest keine Aussicht mehr bestand für Simbabwe zu spielen, trat er aus der Nationalmannschaft zurück und ging nach England, wo er für Essex schon seit der Saison 2002 spielte. Dort spielte er bis 2006 und absolvierte auch eine Saison für South Australia. In 2007 konnte er auf Grund einer Verletzung nicht spielen und trat so vom aktiven Sport zurück.

## Nach der aktiven Karriere
Nach seiner Verletzung bekam er das Angebot, als Assistenzcoach für das englische Team zu arbeiten. Nachdem Chef-Coach Peter Moores nach einem Disput mit Kapitän Kevin Pietersen aus dem Job entfernt wurde, rückte Flower als Verantwortlicher auf die Position des Team-Direktors auf. In den folgenden fünf Jahren führte er England an die Spitze in allen drei Formaten, konnte drei Ashes-Serien gewinnen und gewann mit dem Team den ICC World Twenty20 2010. Nach der 0–5-Niederlage bei der Ashes Tour 2013/14 wollte er zunächst das Team weiterführen, entschied sich dann jedoch im Januar 2014 zum Rücktritt. Darauf übernahm er die Rolle als Technischer Direktor für das Eliten-Training, wobei er unter anderem die Nachwuchs-Mannschaft Englands, die English Lions trainierte. Während dieser Zeit hat er unter anderem Peshawar Zalmi in der Pakistan Super League als Chef-Coach begleitet. Im Jahr 2019 verließ er seine Rolle beim England and Wales Cricket Board und widmete sich als Coach mehreren Franchises, unter anderem für die Multan Sultans, St Lucia Zouks und die Kings XI Punjab. Im Jahr 2021 wurde er in die ICC Cricket Hall of Fame aufgenommen.

## Persönliches
Flower hat mittlerweile die britische Staatsbürgerschaft angenommen.